# Carboxipeptidasa
Les carboxipeptidases són un tipus de proteases – també anomenades peptidases – són enzims molt importants i extraordinaris des del punt de vista biològic. L'anàlisi del genoma humà ens fa pensar que més del 20% dels enzims presenten activitat hidrolítica; i gran part d'ells són proteases. Les carboxipeptidases presenten diferent predilecció per l'amino-terminal i el carboxi-terminal d'una cadena polipeptídica. (Les carboxipeptidases A i B tenen participació activa en la digestió).

## Tipus

### La carboxipeptidasa A
És un metaloenzim, que conté un àtom de zinc unit a la seva cadena polipeptídica senzilla de 307 aminoàcids i pes molecular 34472. És una exopeptidasa, elimina els aminoàcids carboxi-terminals(hidrolitzant) de substrats polipeptídics, sent molt específic per les cadenes laterals dels aminoàcids hidròfobs grans com la fenilalanina, tirosina i triptòfan.

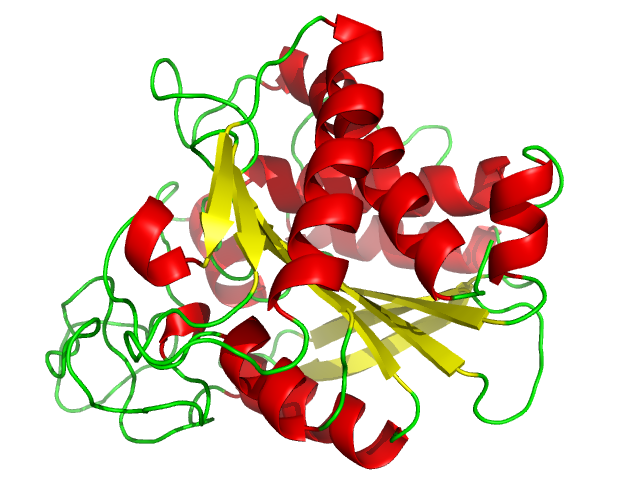
Carboxipeptidasa A del pàncrees boví

#### Estructura del lloc actiu de la carboxipeptidasa A
L'estructura cristal·lina de l'enzim s'ha obtingut a una resolució de 2.0 Aº. El lloc actiu consta d'un solc poc profund en la superfície de l'enzim que condueix a una bossa profunda, cobert amb cadenes laterals alifàtiques i polars i parts de la cadena polipeptídica per fixar l'aminoàcid carboxi-terminal. El ió zinc (Zn 2+) que és catalíticament important està lligat per les cadenes laterals bàsiques del Glu-72, His-196 i His-69. En un 20% de les molècules, l'oxigen fenòlic de la Tyr-248 és el quart lligand. La cadena lateral d'aquest residu és conformacionalment molt mòbil, punt que ha conduït a moltes discussions i debats en la literatura sobre les similituds entre l'estructura en solució i en cristall. La cadena lateral fenòlica pot fer rotacions al voltant de l'enllaç C alfa- C beta, i un 80% de la seva densitat electrònica en el mapa de l'estructura cristal·lina es troba en una orientació en la superfície de la molècula cap a la solució. Aquest residu també és tan mòbil en la carboxipeptidasa B que no es pot determinar la seva posició en l'estructura cristal·lina.
A partir de l'estructura del complex de l'enzim amb glicil-L-tirosina que s'ha obtingut pel mètode diferencial de Fourier amb una resolució de 2.0 Aº, s'ha extrapolat un model per la fixació dels substrats (Fig.1.)

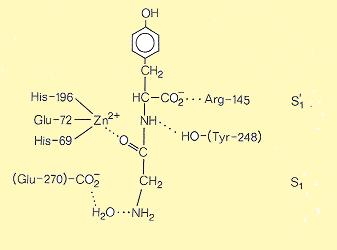
Figura 1

El dipèptid només s'hidrolitza molt lentament i presumiblement s'ha trobat fixat en una forma no productiva.
S'ha raonat que la lenta velocitat d'hidròlisi està produïda pel grup amino lliure del substrat que es fixa al carboxilat del Glu-17 mitjançant una molècula d'aigua. Tot això evita que el carboxilat funcioni com una base general o com un nucleòfil en la reacció.
Les altres característiques del complex s'han utilitzat en la construcció del model per la fixació productiva : 
- La cadena lateral aromàtica es fixa en la bossa de fixació.
- L'ió carboxilat del carboxi-terminal forma un enllaç salí amb la Arg-145.
- L'oxigen carbonílic de l'enllaç escindible es constitueix en el quart lligand de l'ió zinc.
- L'oxigen fenòlic de la Tyr-248 es troba a 3 Aº de l'enllaç escindible després que la cadena lateral hagi girat 120º des de la seva orientació predominant en l'enzim lliure.

Sortint aquesta base es pot estendre la cadena polipeptídica per donar lloc a l'estructura de la Figura 2.

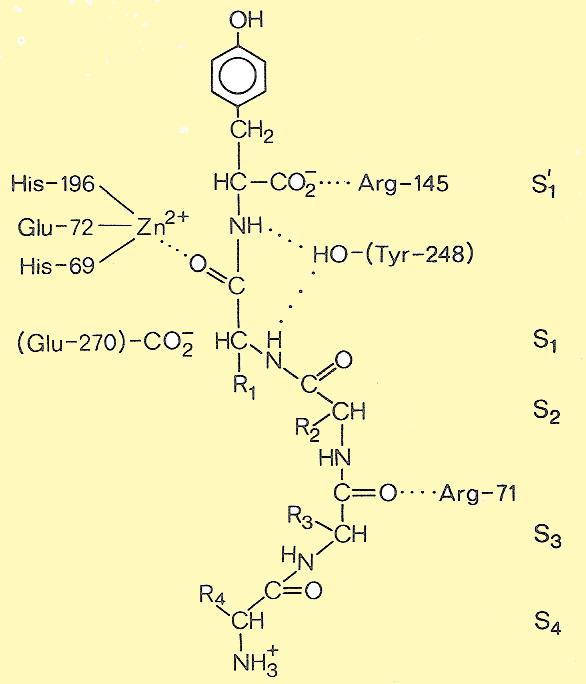
Figura 2

#### Mecanisme de reacció.
No s'ha establert al mateix nivell de detall que el de les serina i tiol-proteases. No es coneixen amb absoluta certesa les funcions específiques i precises de tots el grups catalítics.
N'hi ha pocs dubtes sobre que el ió zinc funciona com catalitzador electrofílic per polaritzar el grup carbonílic i estabilitzar la càrrega negativa que apareix en l'oxigen. El carboxilat ionitzat del Glu-270 està implicat en la catàlisi com es dedueix del perfil d'activitat enfront al pH. L'activitat s'ajusta a una corba acampanada amb un pH òptim de 7,5 dependent de la forma bàsica d'un grup de pKa 6 i la forma àcida d'un grup de pKa 9,1 en l'enzim lliure. El pKa més baix és el del Glu-270, mentre que el pKa més elevat encara no ha estat assignat amb absoluta certesa. De la Tyr-248 l'hidroxil funciona probablement en la reacció com àcid general. No hi ha proves directes d'això, però certament aquest aminoàcid és essencial per l'activitat peptidàsica. La modificació de la cadena lateral de la tirosina mitjançant acetilació o diazotació destrueix l'activitat peptidàsica però afavoreix l'activitat esteràsica de l'enzim. És molt interessant observar que l'activitat esteràsica es paralitza quan el zinc és reemplaçat per mercuri, cadmi o plom, encara que això destrueix l'activitat peptidàsica.
Una qüestió principal és si el Glu-270 funciona com catalitzador nucleofílic, formant un anhídrid mixt amb el substrat (equació 1) o com una base general per activar l'atac de l'aigua sobre el substrat (equació 2).
El problema és que hi ha poques proves positives que puguin ser utilitzades per distingir entre les dues possibilitats. Experiments per atrapar i de cinètica ràpida utilitzant substrats fisiològics no han pogut detectar mai un intermediari acilenzim.
Fa molt poc, s'han descrit dos experiments molt interessants que han proporcionat proves conflictives. Un experiment es va fer utilitzant el substrat de tipus èster O (trans-p-clorocinamoil)-L-BETA-fenil-lactat, proporciona proves a favor d'un mecanisme de dos passos implicant un acilenzim entremig format entre l'àcid cinàmic i un grup carboxil de l'enzim. Donat que els intermediaris no s'han detectat mai a temperatures normals, els experiments es van realitzar a baixes temperatures (-60 °C). La reacció es va continuar observant pels canvis en l'espectre del grup cinamoilo. Aquesta és una sonda similar al grup furilacriloilo. El seu espectre depèn del seu entorn químic precís; és probable que hi hagi desplaçaments espectrals al formar-se el complex enzim-substrat, acilenzim i complex enzim-producte, però la naturalesa dels desplaçaments no és fàcil de predir. Es va trobar al barrejar substrat amb excés d'enzim a altes temperatures que el substrat s'hidrolitza segons un procés exponencial senzill.
Això no obstant, a baixes temperatures, al voltant de – 40 °C, la reacció és bifàsica. La constant de velocitat de la segona fase augmenta amb la temperatura més ràpidament que la de la primera fase, de tal manera que encara que la segona fase és més lenta que la primera a baixa temperatura, és més ràpida a temperatura elevada. Les dues fases van ser interpretades a conseqüència de la formació e hidròlisi subsegüent d'un acilenzim. A temperatures normals la velocitat de desacilació és relativament ràpida per la qual cosa no s'acumula l'acilenzim. Això no obstant, els canvis espectrals del grup cinamoilo no es poden assignar a fets químics o físics específics amb la mateixa facilitat que en l'increment de, per exemple, l'absorbància del p-nitrofenol que indica que s'està escindint un èster nitrofenil. Es podria dir que els canvis d'absorbància són deguts a canvis conformacionals induïts pel substrat sobre l'enzim, els quals trastornen l'espectre del grup cinamoil. Els autors van presentar proves addicionals concordants amb la formació d'un intermediari covalent. A -58 °C és quan l'estat corresponent a l'acilenzim és estable, van afegir un inhibidor competitiu que es va fixar molt fortament, el L-bencil-succinat. No desplaça al compost de cinamoilo de l'enzim, cosa que indica que el grup cinamoil està unit covalentment. També n'hi ha proves que l'intermedi covalent és un anhídrid àcid : al desnaturalitzar-se parcialment l'enzim amb la urea, la desacilació té lloc amb una velocitat d'acord amb la hidròlisi d'un anhídrid àcid.
Proves contràries al mecanisme de l'acilenzim han estat raonades a partir d'altre experiment recent utilitzant mesures d'intercanvi isotòpic. Si la hidròlisi tingués lloc a través de la ruta de l'anhídrid (equació 1), la síntesi del pèptid en la direcció inversa necessitaria la formació inicial de l'anhídrid a partir de l'enzim i de RCO2-. L'enzim seria, per tant, capaç de catalitzar l'intercanvi d'oxigen entre el substrat i l'aigua (equació 3). Malgrat no es produeix intercanvi en absència de l'aminoàcid lliure afegit NH3+CH(R’)CO2-, produint-se en la seva presència per resíntesi del pèptid.
L'intercanvi no és estimulat per l'anàleg HOCH(R’)CO2-. Això descarta la ruta de l'anhídrid a menys que l'aminoàcid afegit sigui un activador de la reacció d'intercanvi (i l'anàleg hidroxílic no ho sigui) o que l'H2O alliberat en l'equació 3 no faci un intercanvi amb el medi, sinó que es mantingui unit a l'enzim.
Això i l'observació que el metanol no pot substituir l'aigua en la reacció solvolítica ha conduït al mecanisme proposat (equació 4).

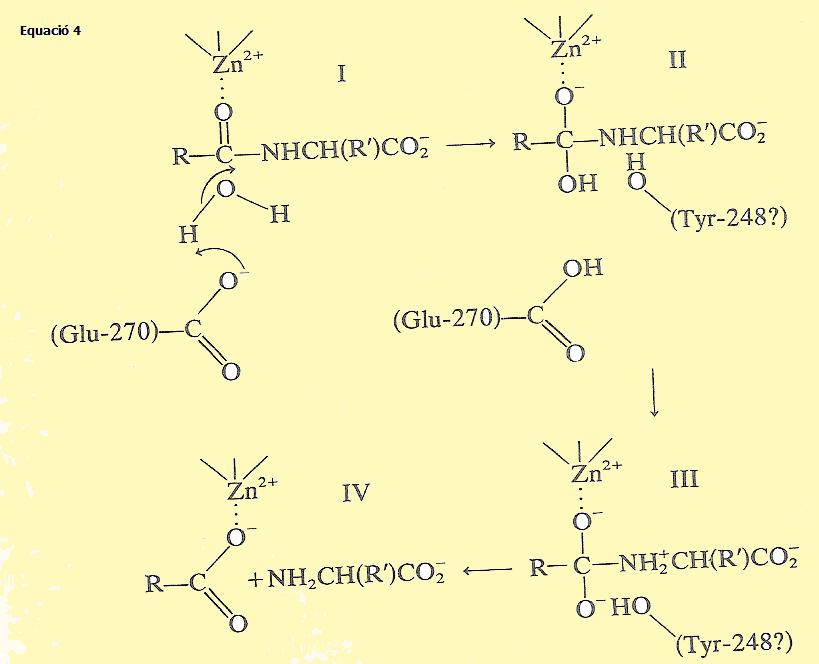
Equació 4

Aquest mecanisme explica la incapacitat del metanol per substituir l'aigua, ja que l'intermedi III té dos oxígens carregats negativament. Possiblement l'hidròxil de la Tyr-248 funciona de "pont" per la transferència del protó des del grup hidroxil de l'intermedi tetraèdric en II a l'àtom de nitrogen.
Pot ser que els dos grups d'experiments no estan en desacord. En vista de les observacions mencionades anteriorment que la modificació química de l'enzim o el reemplaçament de l'ió metàl·lic afecta les activitats esteàrica i peptidàsica de forma diferent, és possible que l'ester cinamoilo sigui hidrolitzat per la ruta de l'acilenzim mentre que els pèptids impliquen catàlisi bàsica general pel Glu-270.

#### El zimogen
La procarboxipeptidasa A s'activa per eliminació d'un pèptid d'uns 64 residus de l'extrem amino-terminal per acció de la tripsina. El zimogen té una activitat catalítica significativa. A més d'hidrolitzar esters petits i pèptids, la procarboxipeptidasa remou la leucina carboxi-terminal del lisozim a una velocitat que és només set vegades més lenta que la de la carboxipeptidasa. A més, el zimogen hidrolitza la BzGly-L-Phe con Kcat = 3/s i Km = 2,7 mM, en comparació amb 120/s i 1,9 mM per la reacció de l'enzim. A diferència de l'exemple del quimotripsinogen, el lloc de fixació preexisteix clarament en la procarboxipeptidasa i l'aparell catalític deu ser quasi complet.

### Lacarboxipeptidasa B
Estretament relacionada, és específica per cadenes laterals carregades positivament, per això remou restes de lisina i arginina.
Els dos enzims (carboxipeptidases A i B) són quasi idèntics estructuralment, estan relacionades entre elles el 49% de les seves seqüències, a part de la presència d'una resta d'aspartat en la B que fixa la cadena lateral del substrat carregada positivament. Les diferències entre les seves estructures terciàries estan a les regions externes sent així la principal diferència que la ILe-255 en la bossa de fixació de la A es transforma en Asp-255 en la B per fixar la cadena lateral carregada positivament dels substrats bàsics. Finalment generen aminoàcids lliures.

### La carboxipeptidasa M
Pertany a la família de les carboxipeptidases. Aquests enzims hidrolitzen la part carboxi-terminal dels aminoàcids dels pèptids i proteïnes, i exerceix un paper molt important en els processos fisiològics de : coagulació sanguínia, inflamació, digestió i processant neuropèptids.

#### Introducció
Les Carboxipeptidases M(CPM), s'expressen i se situen en la membrana de les cèl·lules on molts dels processos generen Arg/Lys dels substrats carboxi-terminals tals com el complement d'activació del sistema, o la coagulació i adhesió. Un fenomen comú observat en els anticossos monoclonals i proteïnes són els variants del carboxi-terminal: Lys o Arg.

#### Història.
La carboxipeptidasa va ser anomenada M perquè aquesta té la característica de limitar la membrana[30]. En 1995, Rehli i els seus companys van identificar les CPM com la MAX1 macròfag de maduració de l'antigen. Realment, la forma solubles de la CPM fou primer purificada de l'orina in 1984, però no es va saber que era CPM fins anys més tard.
A les CPM se’ls ha assignat la nomenclatura enzimàtica número : EC 3.4.17.12.

#### Caracterització del gen de les CPM.
Les CPM varen ser coincidencialment descobertes en el cromosoma 12 a la regió q15. La CPM mesura aproximadament uns 112.6 Kb del DNA genòmic i consisteix en 11 exons, dels quals vuit són comuns per a totes les transcripcions.
El gen CPM està regulat per dos funcionals i independents promotors pròxims (exó 1 i exó 2). L'anàlisi de les regions de promotors revelen la presència de diferents factors de transcripcions en diferents llocs. Els elements específics indiquen expressions de teixits específics de CPM.

#### Bioquímica i propietats enzimàtiques.
La CPM és un monòmer que consisteix en una única cadena d'aminoàcids. En observar la seva massa molecular, es pot veure que varia entre 50 i 73 KDa probablement per la naturalesa biològica de la glicosilació (una font). Després d'eliminar els glicans, la massa de les CPM es veu reduïda a 48 KDa, la qual correspon a la massa molecular calculada de les CPM basat en la composició dels seus aminoàcids.
Els enzims estan lligats en la superfície de la cèl·lula a través d'un GPI (fosfatidilinositol glicà) que assegura el contacte amb la membrana plasmàtica de la cèl·lula
L'alliberació de les CPM de les membranes per la fosfatidilinositol fosfolipasa C altament regulada, la síntesi de l'enzim manté constant els nivells de CPM en la superfície de la cèl·lula. Les CPM van ser localitzats en la cara apical; no obstant després aproximadament la meitat de les proteïnes CPM es van trobar en el domini basolateral en cèl·lules polaritzades.